# Secret of my heart
〈Secret of my heart〉(시크릿 오브 마이 하트, 일본어: シークレット・オブ・マイ・ハート 시크렛토 오브 마이 하토[*])는 쿠라키 마이의 세 번째 싱글로 2000년 4월 26일에 기자 스튜디오에서 발매됐다. CD코드는 GZCA-1030.

## 개요
〈Love, Day After Tomorrow〉에 이은 쿠라키 마이의 2번째 높은 판매량(출하 기준으로는 밀리언 달성)으로, 초동매상은 자신의 최고 매상을 기록했다. 데뷔작에서 연속으로 판매량이 90만장을 넘었던 것은 역대 여성 솔로 음악가로는 유일하다. 2000년 5월 15일부의 오리콘 차트에서는 베스트 15에 데뷔작으로의 3곡 모두가 랭크인했다.
사운드 프로듀스는 페리 게이어 외에 미구엘 사 페소아, 마이클 마이클 어프릭을 더한 3자 공동이 됐다.
PV는 시부야 회당에서 촬영되고, 관객이 아무도 없는 중, 라디오 카세트의 스위치를 눌러서 부른다는 것으로 되어 있다. 또, 촬영으로는 비디오가 아닌 필름이 사용되고 있다.
타이업은 그 후 빈번하게 담당하게 되는 애니메이션 《명탐정 코난》. 오리콘에 의한 명탐정 코난 관련 싱글 매상으로는 2013년 현재 역대 1위이다. 또, 이 곡이 사용된 엔딩에서는 여주인공인 모리 란(한국명은 유미란)이 이 곡을 부르는 설정이 되어있다.
오랫동안, 음악방송에서의 공연은 없었지만, 2014년 12월 26일의 TV 아사히계 《뮤직 스테이션 슈퍼 라이브 2014》에서 겨우 첫 공연을 했다.

## 수록곡
1. Secret of my heart (4:24)
  - 작사: 쿠라키 마이, 작곡: 오노 아이카, 편곡: Cybersound

“누구에게도 말할 수 없는 비밀”이 테마가 된 곡. 데뷔 당시, 자신이 쿠라키 마이인 것을 밝히지 않고 있던 때 불렀던 곡.
2. This is your life (4:08)
  - 작사: 쿠라키 마이, 작곡: 오노 아이카, 편곡: Cybersound

원래는 2번째 싱글 후보였다. 가사 카드에는 가사가 기재되어있지 않다.
3. Secret of my heart (runnin'around at the "village" Mix)
  - 리믹스: Division of Mark
4. Secret of my heart (Instrumental)

## 타이업
- 요미우리 TV 닛폰 TV계 애니메이션 《명탐정 코난》 닫는 곡 (#1)

| TV 애니메이션 《명탐정 코난》 닫는 곡 2000년 2월 14일 (180화) ~ 2000년 8월 21일 (204화) |                                    |                                      |
| 이전 곡: WAG 〈Free Magic〉                                                             | 쿠라키 마이 〈Secret of my heart〉 | 다음 곡: 가넷 크로우 〈여름의 환상〉 |